# Pagani Huayra
La Pagani Huayra (nome in codice progetto C9) è, dopo le varianti della Pagani Zonda, il secondo modello della casa automobilistica italiana Pagani. 
Il nome deriva da Huayra-tata, dio del vento, che secondo la mitologia sudamericana, comanda le brezze, i venti e gli uragani che investono le montagne della cordigliera Andina.

## Contesto progettuale
Lo studio della Huayra è iniziato nel 2003, quando la concorrenza rischiava di far invecchiare precocemente la Zonda (il cui progetto risaliva ai primi anni novanta). L'obiettivo era quindi quello di realizzare una vettura completamente nuova, che rappresentasse la massima espressione tecnologica del mondo automobilistico. Gli otto anni necessari a completare la Huayra sono stati utilizzati per studiare e perfezionare le numerose soluzioni tecniche che nel frattempo erano state utilizzate sulle vetture della famiglia Zonda: una su tutte, il telaio al carbotanio. Anche dal punto di vista estetico il percorso è stato estremamente lungo. Si è infatti partiti da un centinaio di bozzetti per arrivare, dopo numerose ricerche e soluzioni scartate, alla linea definitiva.

## Design

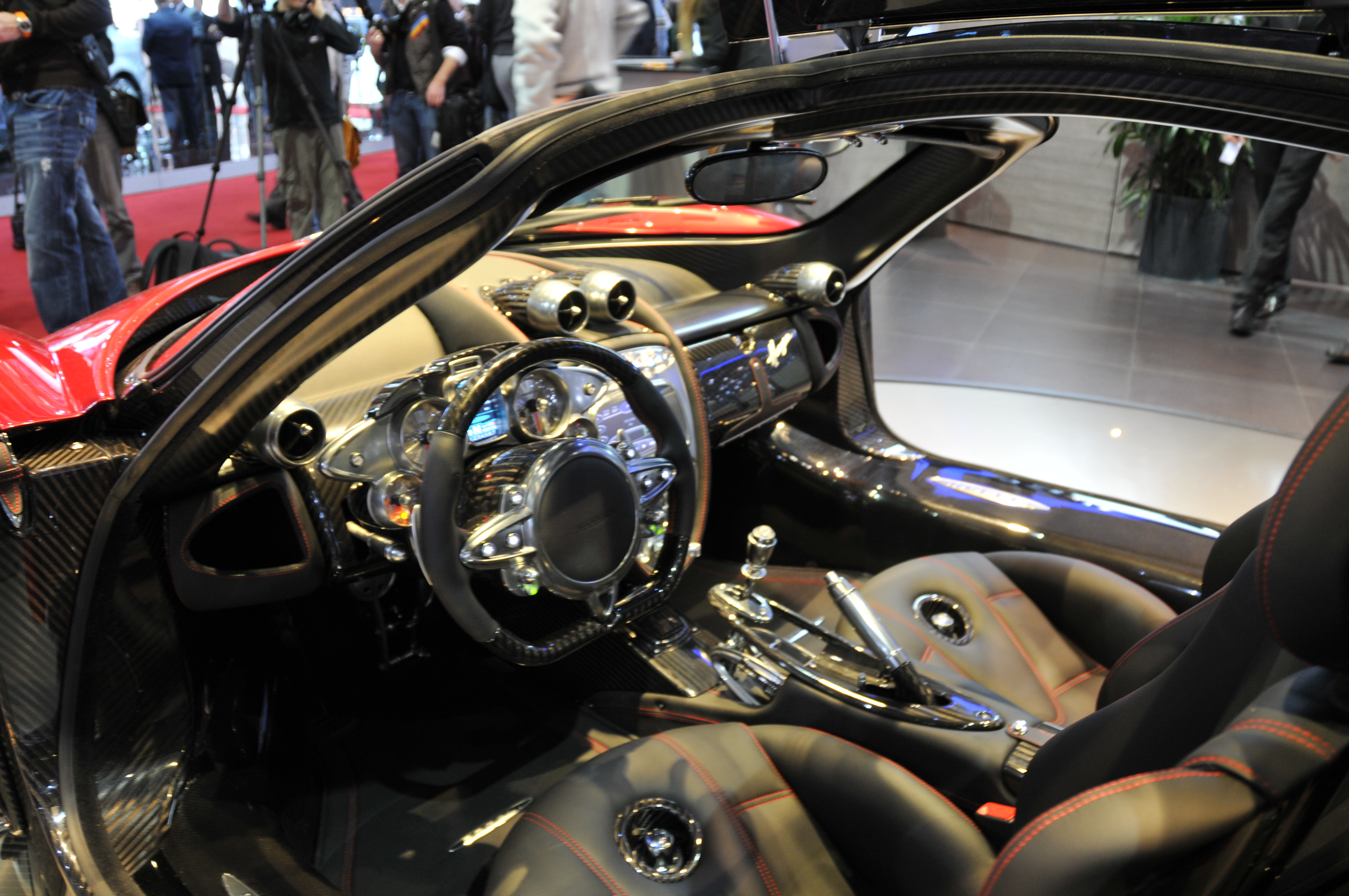
Interni

La Huayra s'ispira, nelle parole della Pagani, all'elemento dell'aria e ha richiesto ben 7 anni di lavoro, durante i quali il concetto stilistico di base è stato perfezionato fino a raggiungere le forme definitive. Rimane tuttavia un legame evidente  con la Zonda, grazie ai doppi fari allo xeno e ai quattro terminali di scarico disposti in quadrato. Gli specchietti, inoltre, sono ispirati alla forma dell'occhio femminile. Le prese d'aria laterali superiori dietro le portiere, riprendono elementi dei caccia militari.
Presso il Salone dell'automobile di Ginevra del 2013, la Pagani ha annunciato una collaborazione con l'azienda Sonus Faber, specializzata in impianti audio. Essa, infatti, si è occupata di inserire un impianto stereo migliorato sulla vettura in quanto quello di serie viene disturbato dal rombo del motore. Questo nuovo impianto eroga 1200 watt. I coni degli altoparlanti sono stati realizzati in fibra di carbonio, per contenere i pesi..

## Caratteristiche tecniche

### Motore

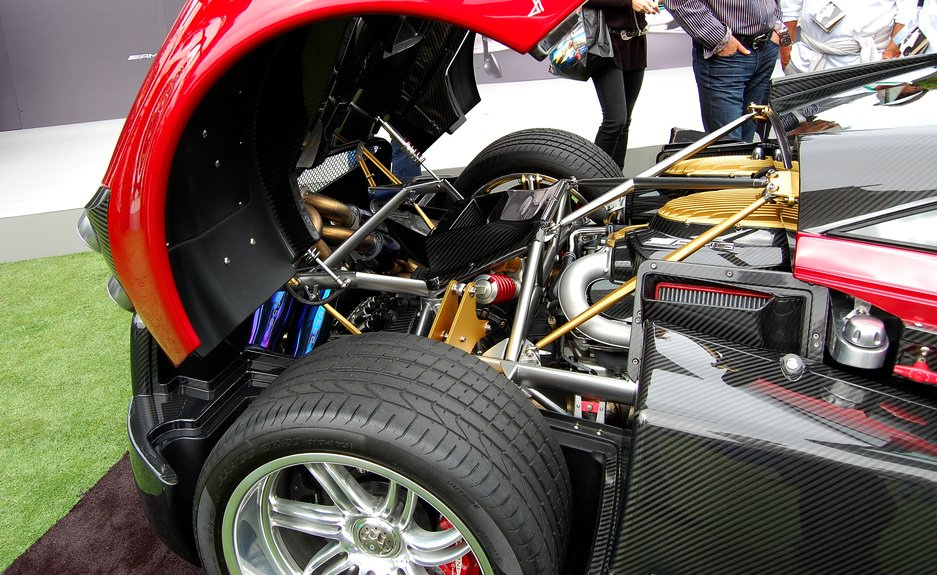
Parte posteriore e motore di una Pagani Huayra

La Huayra è spinta dal Mercedes-AMG V12 M158. Il propulsore, un biturbo da 5.980 cm³, eroga 700 CV nella versione standard e 730 in configurazione hi-power, oltre ad una coppia di 1.000 Nm (1.100 la hi-power), sufficiente a spingere la Huayra a 370 km/h, velocità massima dichiarata dalla Pagani.
I due radiatori posizionati ai lati della bocca anteriore garantiscono l'efficienza degli intercooler, posti sopra la testa dei cilindri. Questo circuito di raffreddamento a bassa temperatura è stato progettato per funzionare anche in luoghi nei quali la temperatura ambientale supera i 50 °C.
La lubrificazione è a carter secco: questo ha consentito di eliminare la coppa dell'olio e collocare quindi il motore il più in basso possibile, avendo quindi il centro di gravità meno distante da terra. Al fine di limitare quanto più possibile il numero di tubi ed allacciamenti nel motore, e di conseguenza risparmiare peso, il serbatoio di espansione è montato direttamente sul motore. Sempre per lo stesso motivo, le paratie degli intercooler fungono da serbatoi del circuito refrigerante.
Per ottimizzare i consumi, la richiesta di carburante è controllata da un microprocessore su ogni pompa, rilasciando quindi solo la quantità di cui ha veramente bisogno il motore. Questo riduce l'energia necessaria a far funzionare le pompe del carburante e riduce gli sprechi dovuti all'eccesso di carburante trasportato e riscaldato nei condotti. Gli scarichi sono in titanio e inconel, concepiti per essere il più leggeri possibile (l'impianto di scarico completo pesa meno di 10 kg) e nello stesso tempo garantire un flusso dei gas di scarico il più libero possibile.
Il cambio è un 7 marce sequenziale montato trasversalmente ed è fornito dall'azienda britannica Xtrac. L'adozione di un meccanismo a doppia frizione è stata scartata, perché avrebbe comportato un aumento del peso di circa 70 kg, a fronte di una velocità di cambiata di poco superiore. Inoltre la trasmissione Xtrac, a differenza dei sistemi Dual Clutch, è in grado di gestire la coppia di 1000 Nm proveniente dal propulsore AMG.

### Telaio e sospensioni

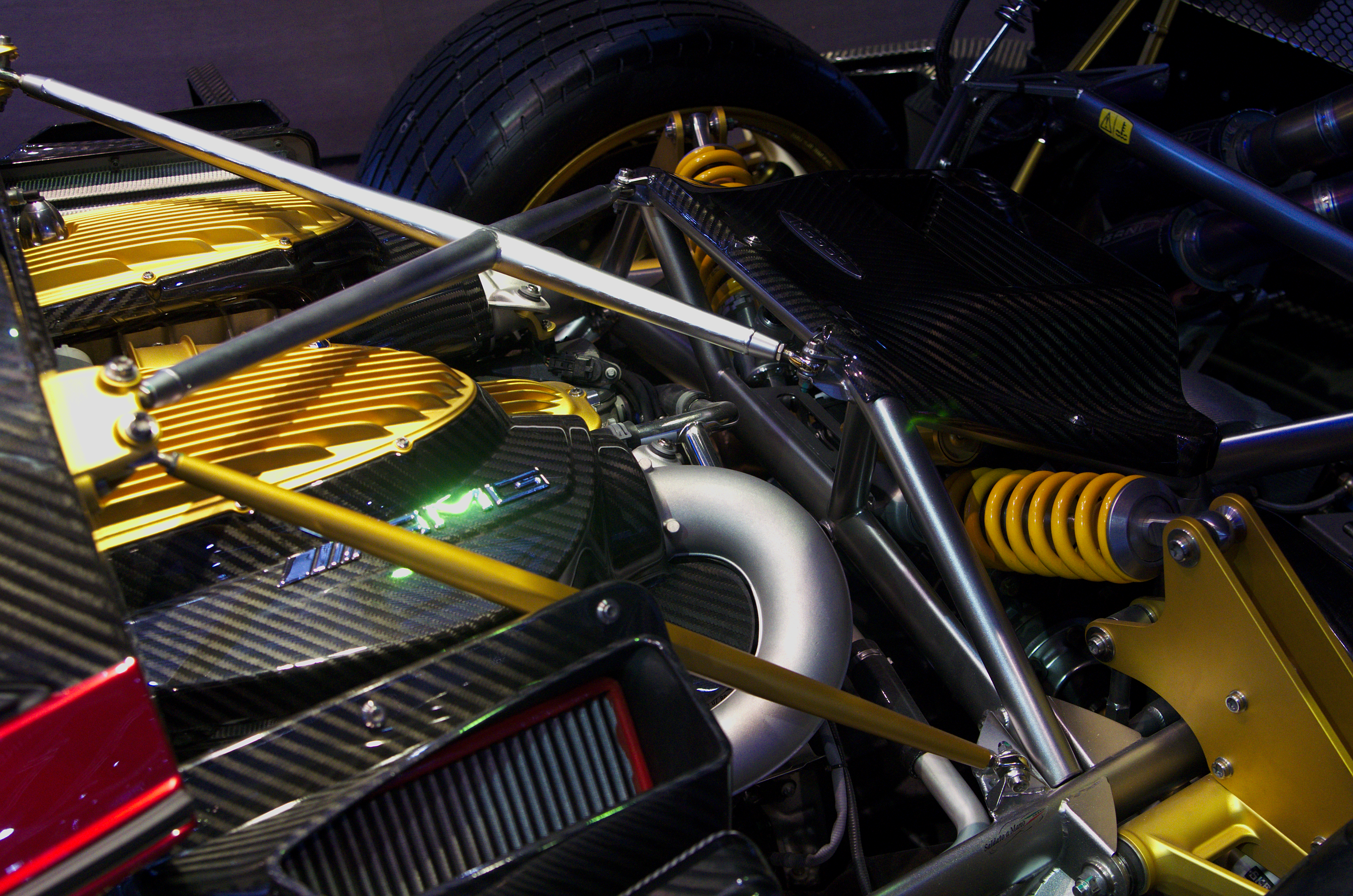
Dettaglio della parte posteriore di una Huayra; notare le sospensioni push-rod con ammortizzatori orizzontali e il telaio costruito da una scocca in carbonio con tralicci in titanio

Il telaio è una struttura monoscocca, realizzata in una speciale lega di carbonio-titanio, già vista sulla Zonda R, che a parità di peso è più resistente della fibra di carbonio semplice. Sempre per risparmiare peso, il telaio ingloba, in un tunnel che passa tra i sedili, i condotti dell'aria condizionata e del circuito di raffreddamento, per evitare di montare componenti aggiuntivi.
Per garantire la massima sicurezza, la cellula dell'abitacolo è stata rinforzata con kevlar balistico, carbonio e poliestere. Le parti anteriori e posteriori sono state rinforzate con delle paratie aggiuntive, per evitare l'intrusione di materiali in caso di urto longitudinale.
Le sospensioni sono collegate al telaio tramite quattro semi-telai in cromo-molibdeno, che garantiscono massima rigidità, peso minimo e aiutano a dissipare energia in caso di urto. La geometria delle sospensioni è stata concepita per mantenere il comportamento dinamico della Zonda anche sulla Huayra, che risulta leggermente più lunga. Come per il telaio, anche le sospensioni, realizzate in Avional, indipendenti e a doppio braccetto, sono state prima testate sulla Zonda R. Gli ammortizzatori regolabili sono forniti dalla Öhlins.

### Aerodinamica
L'aerodinamica è uno degli aspetti più curati della Huayra. La vettura è stata concepita come un'ala, che varia il suo angolo di incidenza tramite flap a seconda delle esigenze. Sono stati infatti montati quattro profili alari mobili: due sul cofano anteriore, subito davanti alle prese d'aria, e due all'estremità del cofano posteriore. Una centralina regola l'incidenza di questi profili in funzione di parametri come velocità, accelerazione e angolo di sterzata. Il risultato è una vettura che muta in continuazione la propria sagoma, per garantire il minimo attrito con l'aria e la massima deportanza possibile. Inoltre lavora attraverso delle sospensioni attive che abbassano l'auto; così facendo, diminuisce il fattore aerodinamico da 0,37 Cx a 0,31 Cx, che equivale a ridurre le dimensioni della vettura di circa un sesto.
Anche i flussi sotto la vettura sono stati studiati con la massima cura. La stessa centralina che controlla l'incidenza dei flap mobili regola anche l'altezza dell'avantreno, per ottimizzare il flusso d'aria verso il diffusore posteriore.

## Varie versioni

### Roadster

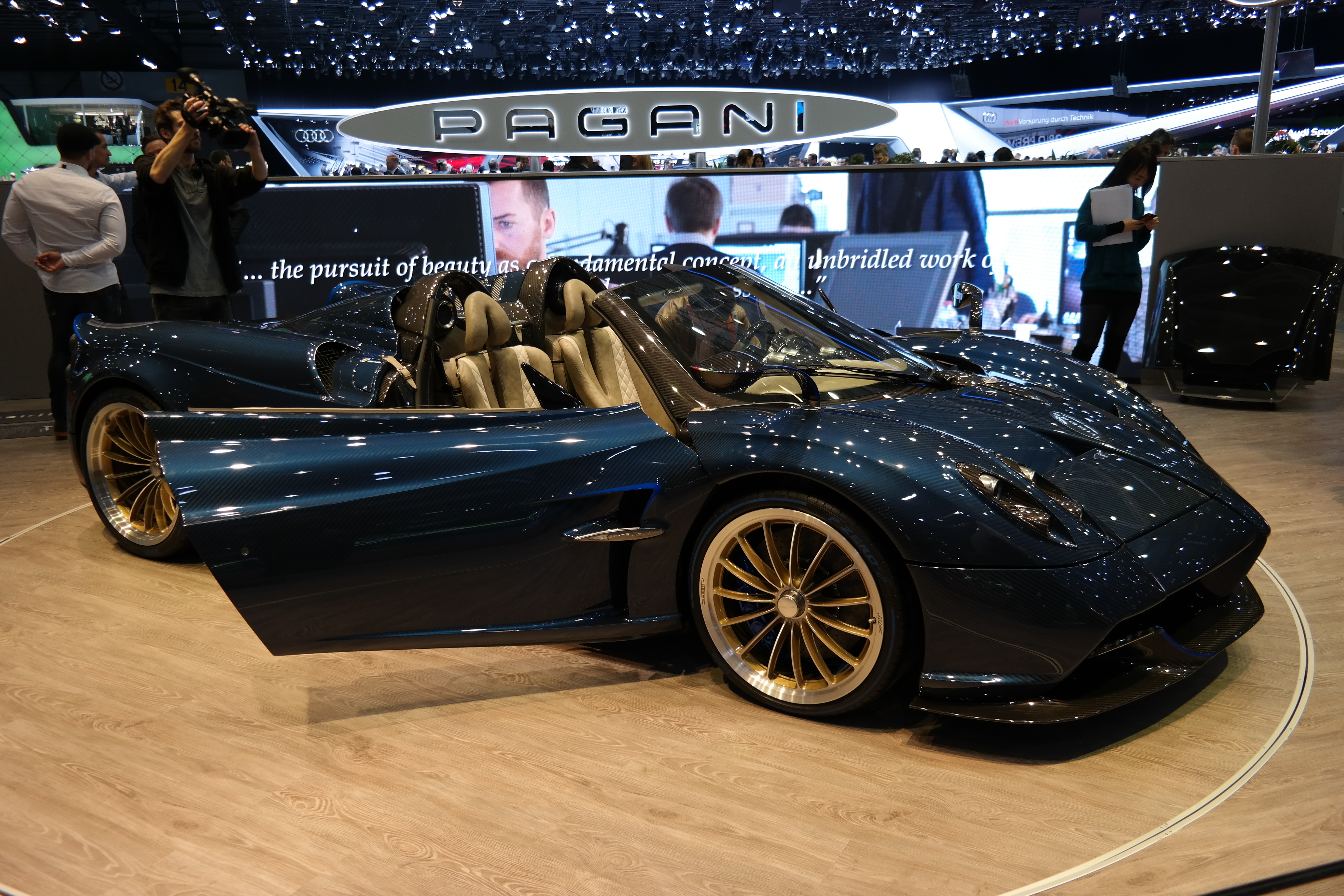
Huayra Roadster del 2017

Dopo 5 anni di sviluppo, la Huayra Roadster fu presentata al Salone di Ginevra 2017.
Il veicolo è dotato dello stesso propulsore 6.0 litri V12 twin-turbo Mercedes-AMG M158 della versione Coupé, ma in questa variante sviluppa una potenza di totale di 764 CV a 6200 giri/min e 1.000 Nm di coppia disponibili a 2400 giri/min. La potenza viene inviata sulle ruote posteriori tramite un nuovo cambio automatico a 7 marce della O-Track.
Il peso è di 70 chilogrammi minore rispetto alla coupé da cui deriva, per un totale di 1.280 kg. Saranno prodotti solo 100 esemplari della Huayra Roadster, già tutti venduti. Inoltre la vettura, grazie a degli pneumatici Pirelli realizzati su misura appositamente per questa versione, ha una tenuta laterale fino a 1,8 g.

### BC

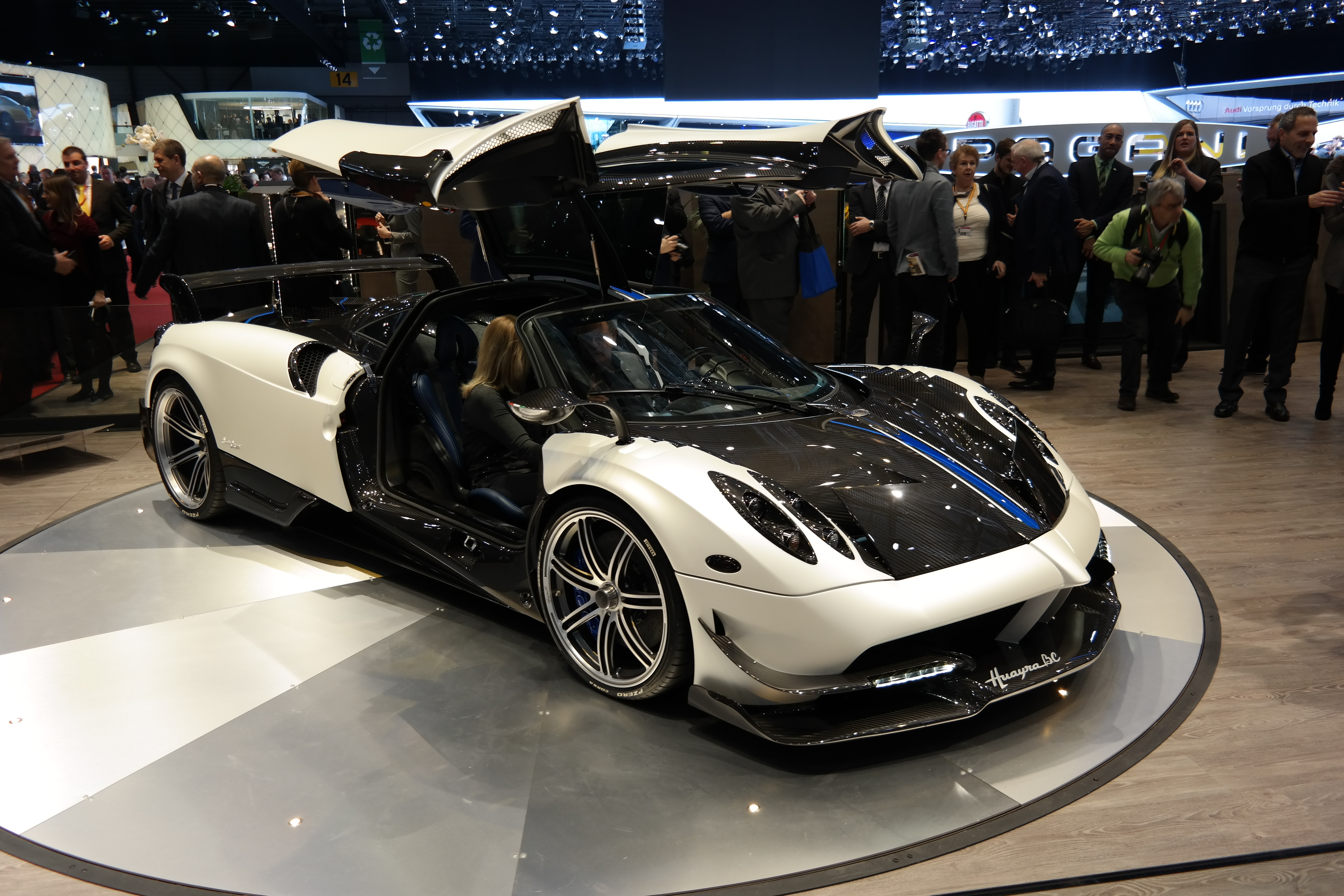
Pagani Huayra BC al Salone di Ginevra 2016

Una versione ancora più potente, chiamata Huayra BC, debuttò al Salone di Ginevra nel marzo 2016. Edizione potenziata della Huayra di base, la BC ha una versione migliorata del noto motore AMG bi-turbo 6,0 litri V12, in cui la  potenza viene portata a produrre 789 cavalli (588 kW) e 1.100 Nm di coppia. Il peso a secco è ridotto a soli 1.218 kg dopo una cura dimagrante di 132 kg, grazie all'utilizzo di un nuovo tipo di fibra di carbonio, che Pagani sostiene essere più leggero del 50% e più rigido e resistente del 20% rispetto alla fibra di carbonio normale. Pagani ha anche montato sulla Huayra BC un sistema di scarico più leggero in titanio, nuovi cerchi in lega di alluminio e degli interni più spogli e minimali, sempre per ridurre la massa complessiva dell'autovettura. Gli pneumatici sono dei Pirelli P Zero Corsa che dispongono di 12 diverse mescole di gomma e le sospensioni e i bracci trasversali sono ora in alluminio aeronautico, noto come Avional. La Huayra BC ha anche un nuovo paraurti anteriore, con splitter e spoiler di maggiori dimensioni per incrementare la resa aerodinamica, minigonne laterali più profonde, un diffusore d'aria che si estende per l'intera larghezza del paraurti posteriore e un'ala posteriore fissa. Tutti i componenti del telaio e della carrozzeria sono realizzati in fibra di carbonio. 

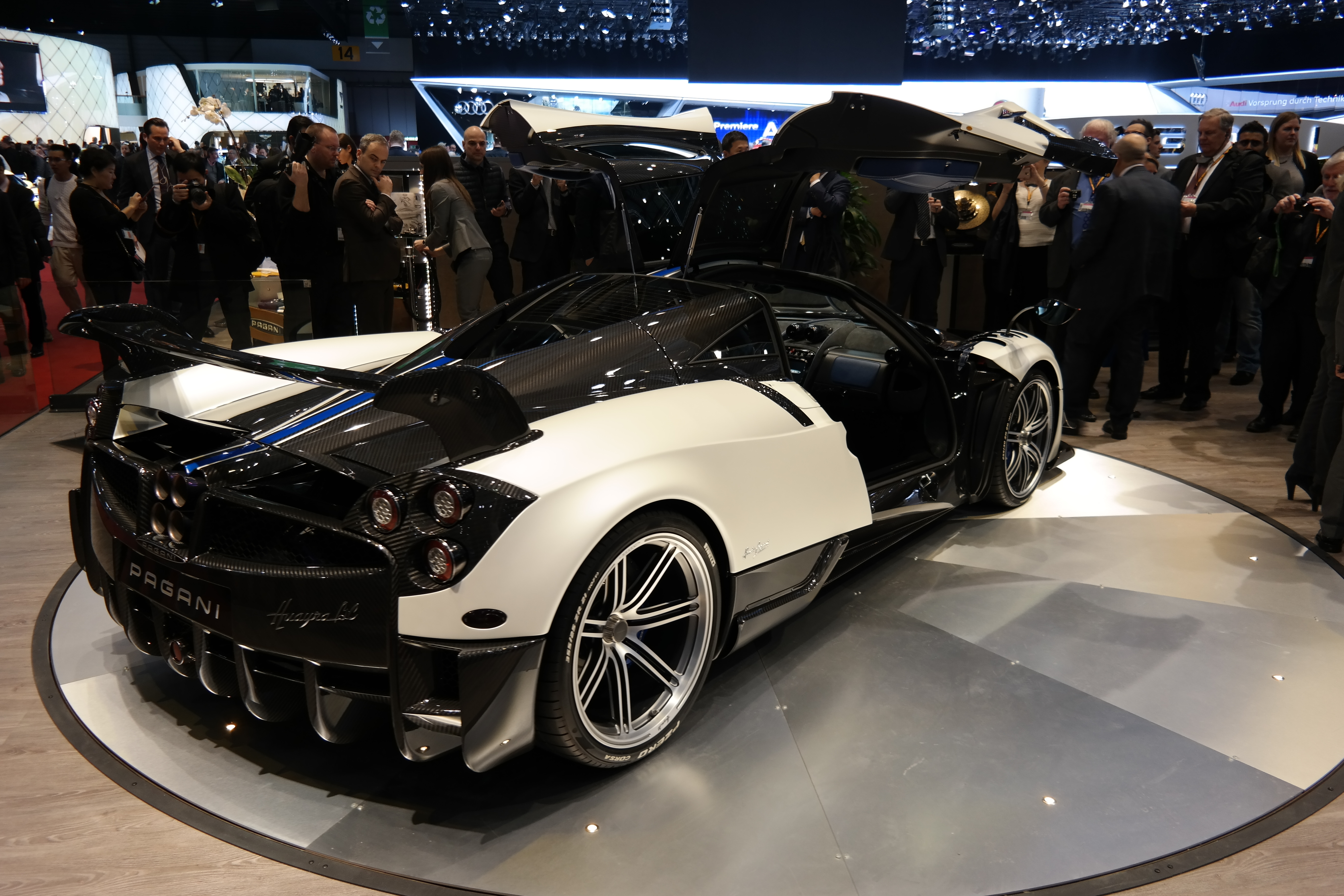
Pagani Huayra BC, vista posteriore

La Huayra BC ha modifiche apportate a tutti gli organi della vettura, come i pannelli del corpo vettura che sono stati ottimizzati per massimizzare la deportanza e minimizzare la resistenza aerodinamica. La Huayra BC utilizza un cambio manuale a 7 marce di nuova generazione con comando elettroidraulico. Pagani ha voluto utilizzare una scatola del cambio a singola frizione perché è il 40% più leggero di una scatola del cambio a doppia frizione. La sigla BC è dedicata a Benny Caiola, storico e noto acquirente delle Pagani nonché uno dei primi a comprare una Zonda, morto nel 2010. Il modello è stato  realizzato in 20 esemplari.

### BC Roadster
La serie chiamata Huayra BC Roadster è stata ottenuta dopo aver potenziato il motore della precedente versione Huayra BC. Il peso della vettura è di 1.250 kg a secco e il motore è biturbo da 6 litri, che eroga 802 CV a 5.900 giri e 1.050 Nm da 2.000 a 5.600 giri con  turbine aggiornate, collettore di aspirazione idroformato, doppi corpi farfallati e quattro intercooler acqua-aria, nonché la nuova elettronica di controllo Bosch. Il motore è stato sistemato obbedendo alla  normativa antinquinamento: infatti è accoppiato al cambio sequenziale Xtrac a sette marce con frizione tridisco e differenziale autobloccante a controllo elettronico. Sono 40 le vetture prodotte di questa versione. 

### Imola
La versione chiamata Imola prende il nome dalla città dove fu collaudato il primo esemplare sulla pista dell'autodromo Enzo e Dino Ferrari. Questo  modello è stato prodotto in cinque autovetture. Il veicolo pesa 1.246 kg. e il motore ha una potenza di 827 CV mentre la coppia raggiunge i 1.100 Nm; la base della vettura è costituita da una monoscocca realizzata con carbotanio HP62 G2 e carbo-triax HP62.

### Imola Roadster
La versione chiamata Imola Roadster rappresenta l'evoluzione della precedente Imola: questa serie è stata prodotta in otto esemplari. La denominazione aziendale di questo modello non include la parola Huayra, ma il veicolo è chiaramente un risultato ottenuto dall'elaborazione e sviluppo della Huayra Imola. La vettura pesa 1.260 kg. e ha un motore di 850 CV che può erogare 1.100 Nm di coppia costante tra 3.600 e 5.600 giri.

### Tricolore
Il modello chiamato Tricolore è una versione prodotta in tre esemplari per omaggiare la pattuglia aerea acrobatica Frecce tricolori. Trattasi di uno sviluppo del modello "Roadster BC": il motore ha 840 CV di potenza ossia 38 in più rispetto alla BC. Lo spoiler anteriore è alloggiato nella parte bassa del fascione; il condotto che porta aria fresca per l’aspirazione del motore è sistemato dietro i sedili; sono presenti l’alettone e il fascione posteriore. La carrozzeria è di colore blu e viene attraversata da una fascia tricolore, che contiene i tre colori della bandiera italiana: la livrea dell'autovettura riprende quella dell'aereo Aermacchi MB-339A PAN.

### R
La versione chiamata Huayra R è stata prodotta per le corse su pista in 33 esemplari. La vettura pesa 1.050 kg; il motore è un dodici cilindri di 6 litri con  850 CV a 8.250 giri e 750 Nm disponibili da 5.500 a 8.300 giri. 

### Codalunga
La versione chiamata Huayra Codalunga è stata prodotta in 5 esemplari. La vettura pesa 1.290 kg; il motore è un V12 da 840 CV e 1.100 Nm. 

## Unità speciali
Pagani ha costruito alcune autovetture speciali della Huayra in esemplari unici con personalizzazioni particolari su misura di clienti estimatori delle automobili prodotte dall'azienda.

### La Monza Lisa

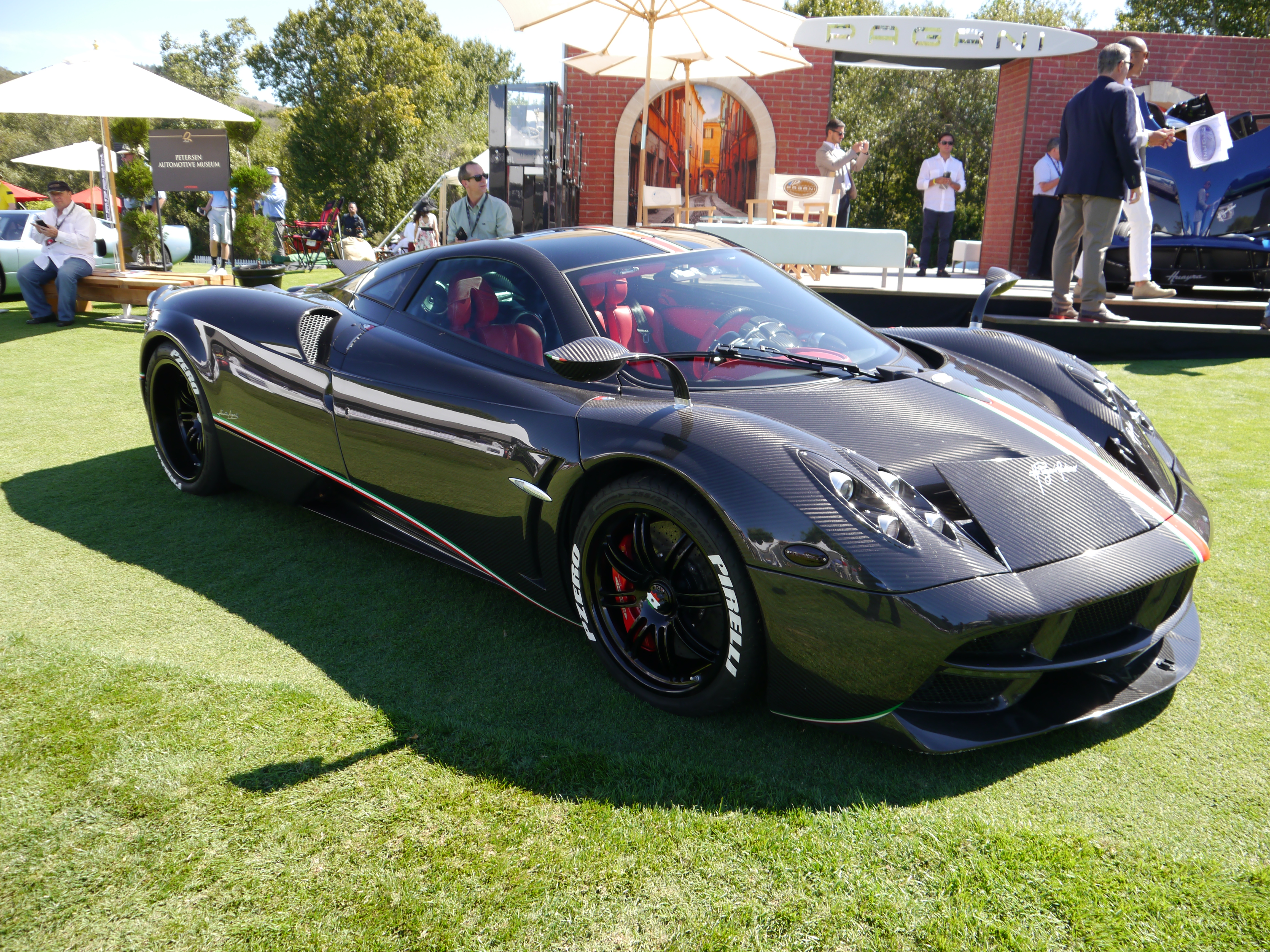
Huayra Monza Lisa

La prima unità speciale in assoluto è quella posseduta da Kris Singh e porta il nome di  "La Monza Lisa". L'esterno è totalmente in carbonio a vista con finitura lucida, arricchito con delle strisce tricolore ispirate alla livrea della Zonda Revolucion. Gli interni sono di un colore rosso particolarmente acceso, simile a quello di una Zonda F Roadster. Un'altra caratteristica unica è la paratia tra vano motore e abitacolo, alle spalle dei passeggeri: è infatti la prima Huayra ad avere questo elemento realizzato in fibra di carbonio, sia per gusto estetico sia per diminuire l'insonorizzazione dell'abitacolo e permettere un maggiore passaggio di vibrazioni dal motore, ovviamente su richiesta del cliente. Anche il motore ha delle particolarità, anche se rimane avvolto da un velo di mistero: infatti è stato dichiarato che il propulsore ha degli elementi meccanici modificati rispetto al motore standard, prodotto sempre dalla AMG, tuttavia non si hanno dati ufficiali che quantifichino l'incremento di potenza e coppia di questo esemplare. Durante il cosiddetto "Vanishing Point" del 2015 ossia  l'annuale raduno Pagani, "La Monza Lisa" fu la prima Pagani non europea a parteciparvi, dopo aver ottenuto qualche miglioramento in fabbrica, tra cui il nuovo sistema di scarico in titanio.

### 730S

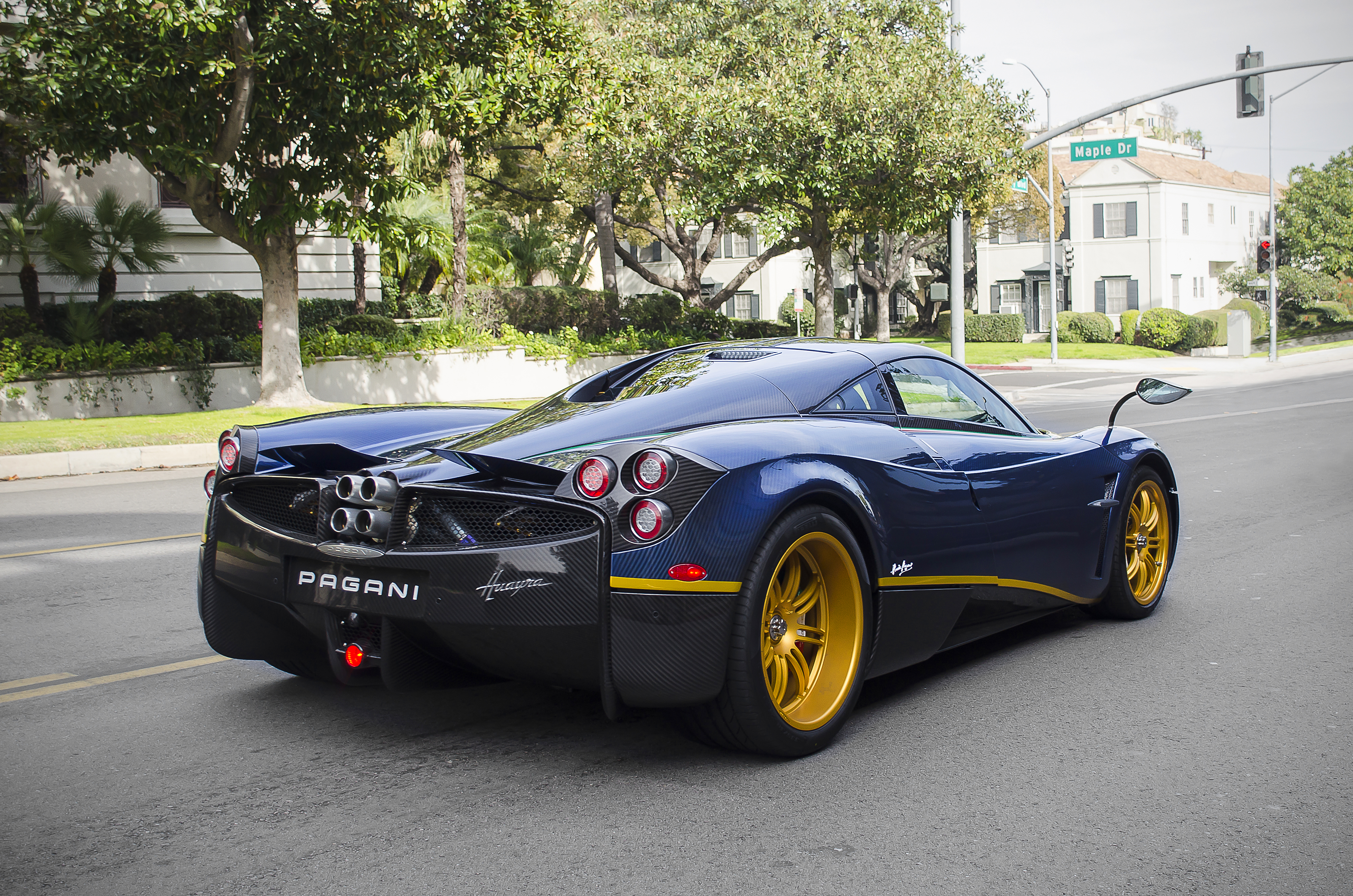
Huayra 730S

Alcuni mesi dopo viene consegnata la seconda edizione speciale di Huayra, la 730S ordinata dal collezionista Alejandro Salomon. Questo modello è caratterizzato da un esterno in carbonio a vista con finitura blu traslucida, e strisce tricolore. Insieme ai cerchioni oro, queste caratteristiche sono mutuate dalla Zonda Tricolore. Gli interni mischiano la classica abbondanza di carbonio delle Pagani alla pelle blu, a riprendere l'esterno dell'auto. Nel gennaio 2016 il produttore messicano ha messo in vendita la sua supercar. L'auto è stata acquistata dal collezionista americano David S.K. Lee: il nuovo proprietario, in seguito a una serie di evoluzioni, tra cui il pacchetto Tempesta, ha rinominato "Huayra DaVinci" tale unità speciale.

### The King
Sempre in U.S.A. troviamo un'altra Huayra in edizione speciale,  chiamata The King, che appartiene a Roger Beit. Esteriormente mostra un grande impiego di carbonio a vista, con diversi elementi verniciati in bianco. Sui flap posteriori è riportata una corona, e gli stessi sono firmati dalla famiglia Pagani. Curiosamente, la targhetta all'interno dell'auto non recita "One of One" bensì "One of One of One", che significa "unico esemplare". Inoltre, questa è l'unica Huayra a possedere un portabicchiere, costruito direttamente da Pagani in fibra di carbonio e autografato da Horacio.

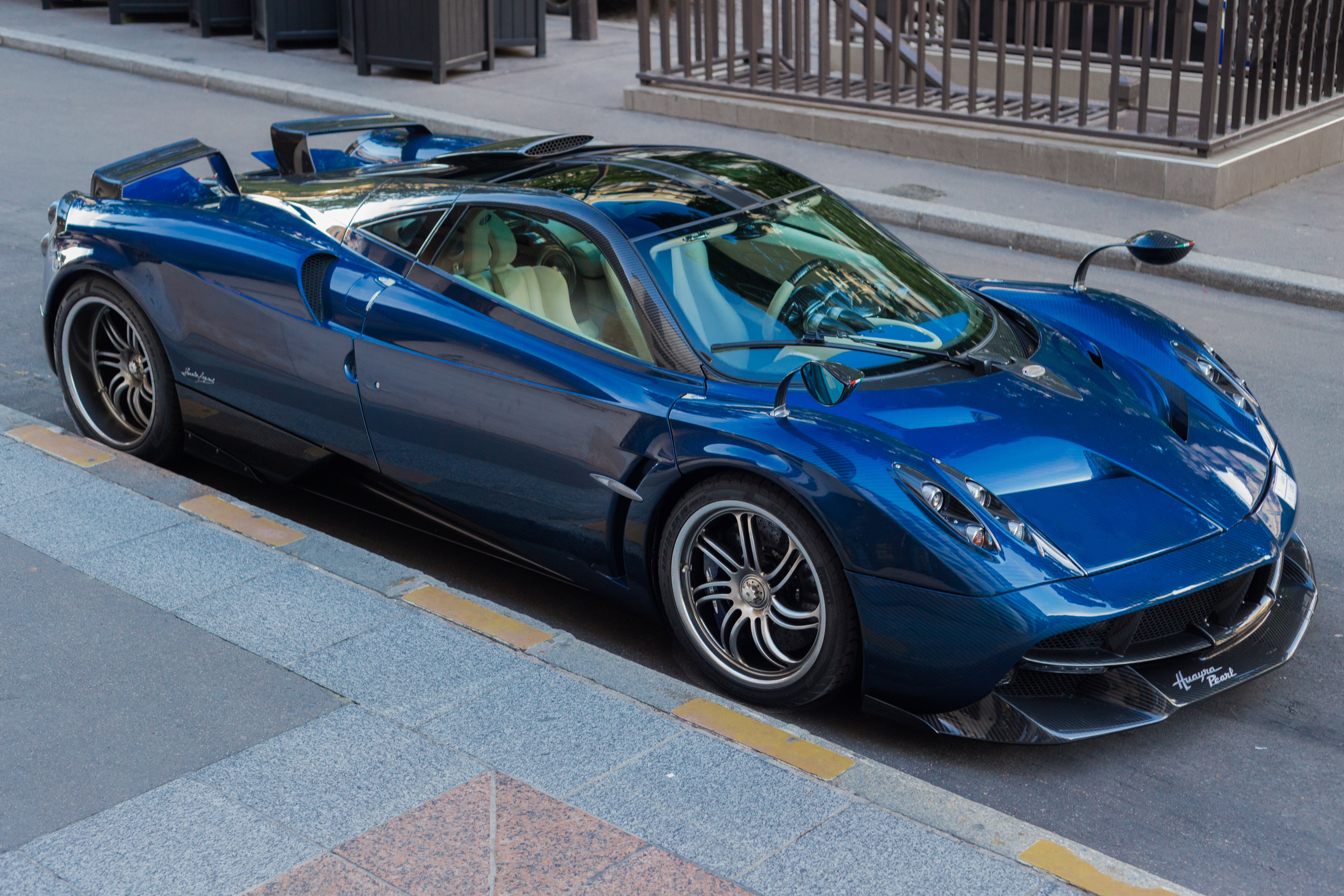
Huayra Pearl

### Pearl
Costruita da Horacio Pagani su commissione di un cliente, la Pearl è un esemplare unico che raggiunge i 100 km/h in 3,3 secondi e tocca i 360 km/h. È stata gravemente danneggiata dal suo proprietario a causa di un incidente per le vie di Parigi.